# Tillandsia chlorophylla
Tillandsia chlorophylla là một loài thuộc chi Tillandsia. Đây là loài bản địa của México.

## Hình ảnh

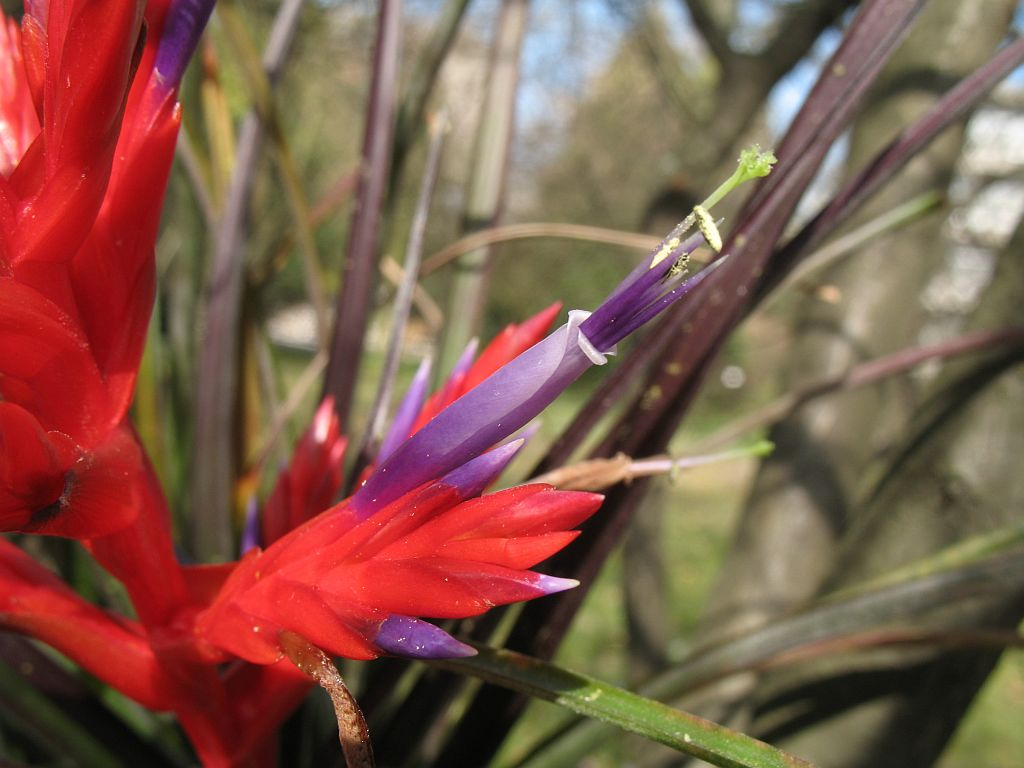

## Giống
- Tillandsia 'Lit'l Lucy'